# Longarone
Longarone est une commune de la province de Belluno dans la région Vénétie en Italie qui comprend Castellavazzo.

## Évènements
Longarone a été dévastée par la catastrophe du barrage de Vajont le 9 octobre 1963.

## Administration
| Période                                  | Période  | Identité       | Étiquette | Qualité |
| ---------------------------------------- | -------- | -------------- | --------- | ------- |
| 26 mai 2014                              | En cours | Roberto Padrin |           |         |
| Les données manquantes sont à compléter. |          |                |           |         |

### Communes limitrophes
Belluno, Castellavazzo, Erto e Casso, Forno di Zoldo, La Valle Agordina, Ponte nelle Alpi, Sedico, Soverzene